# Christos Yermenoglou
Christos Yermenoglou (griechisch Χρήστος Γερμένογλου, * 1969 in Deutschland; † Januar 2022) war ein griechischer Jazz- und Improvisationsmusiker (Schlagzeug, Perkussion).

## Leben und Wirken
Yermenoglou wuchs in Thessaloniki auf und begann sein Musikstudium in Griechenland, wo er byzantinische Musik und Schlagzeug studierte. Er zog dann in die Vereinigten Staaten, wo er seine Studien (Schlagzeug, klassische Perkussion, Latin Percussion und Jazz) fortsetzte. In dieser Zeit unterrichtete er in einem Programm für frühkindliche Musikpädagogik der University of Nevada. 
Yermenoglou hat Musik für Theaterstücke aufgenommen und beteiligte sich an verschiedenen Improvisationsprojekten, auch in Verbindung mit Malerei, Bewegung, Poesie und Schauspiel. Er hat mit dem Sinfonieorchester von Thessaloniki zusammengearbeitet und trat mit vielen Musikern weltweit auf, darunter Milcho Leviev, Mark Whitfield, Sheila Jordan, John Russell, Fred Lonberg-Holm, Sakis Papadimitriou und Akira Sakata, 2018 mit Otomo Yoshihide und Georges Paul.
Des Weiteren hat Yermenoglou an internationalen Musikfestivals in Griechenland und im Ausland teilgenommen und  war an zahlreichen Plattenproduktionen von Künstlern aus Griechenland und anderen Ländern beteiligt. Er war Mitbegründer und Lehrer in einem musikpädagogischen Vorschulprogramm, das seit 2001 in Thessaloniki lief und später in Baby Artist umbenannt wurde; ferner war er Schlagzeuglehrer in Programmen für lebenslanges Lernen für Pädagogen an der Universität von Makedonien. Ab 2001 unterrichtete er Schlagzeug an öffentlichen und privaten Konservatorien und anderen Bildungseinrichtungen. Er starb Anfang 2022 an den Folgen einer COVID-19-Infektion.

## Diskographische Hinweise
- Sakis Papadimitriou & Christos Yermenoglou: Orthopetalia (2010)
- Antonis Anissegos & Christos Yermenoglou: Intertitles (2016)
- Christos Yermenoglou, Elias Zaikos: Blue Black Blues (2016)
- Sakis Papadimitriou / Christos Yermenoglou:  Ping Pong (2018)
- Akira  Sakata, Christos Yermenoglou, Giovanni Di Domenico, Giotis Damianidis: Hōryū-Ji (2019)